# Cornerstones FC
Der Kumasi Cornerstones Football Club, kurz Cornerstone oder Cornerstones, ist ein 1931 gegründeter ghanaischer Fußballverein aus Kumasi, der 1959 und 1965 nationaler Pokalsieger wurde und 1987 den WAFU Club Cup gewann.

## Geschichte
Cornerstone wurde 1931 von überwiegend migrierten Jugendlichen des Fante-Volkes in Fante New Town, einem Stadtteil von Kumasi, gegründet. Der Verein nahm zunächst an der nationalen Fußballmeisterschaft des Jahres 1956 teil, boykottierte jedoch gemeinsam mit den anderen Vereinen der Ashanti Region nach einem Streit mit der United Gold Coast Amateur Football Association den Wettbewerb, der schließlich abgebrochen wurde. Zwei Jahre später gehörte Cornerstone zu den acht Gründungsmitgliedern der Ghana Football League, in den beiden ersten Spielzeiten der Liga konnte man jeweils die nationale Vizemeisterschaft hinter Hearts of Oak beziehungsweise dem Stadtrivalen Asante Kotoko feiern. 1959 gewann Cornerstone zum ersten Mal in der Vereinsgeschichte den Football Association Cup, weil der Finalgegner Hasaacas einige Tage vor der Partie von der Ligaverwaltung aus dem Wettbewerb ausgeschlossen worden war. Nachdem man 1963 das Pokalfinale nach einem 1:1-Unentschieden mit 0:2 im Wiederholungsspiel gegen den Modellclub Real Republicans verloren hatte, wurden sie zwei Jahre später gemeinsam mit diesen zum Pokalsieger erklärt. Dieser Entscheidung vorangegangen waren zwei Unentschieden beider Vereine. In den Spielzeiten 1973 und 1986 erreichte Cornerstone zum wiederholten Mal die Vizemeisterschaft, 1987 gewann der Verein aus Kumasi gegen den Stella Club d’Adjamé das Finale um den WAFU Club Cup (1:1 und 1:1, 4:2 i. E.). 1989 verlor Cornerstone das Finale um den nationalen Fußballpokal gegen Hearts of Oak erst im Elfmeterschießen. 1992 folgte der erstmalige Abstieg in die Zweitklassigkeit, nach dem kurzen Gastspiel in der Premier League 1994/95 musste man die erneute Relegation hinnehmen. In den anschließenden Jahrzehnten kamen Spielzeiten in der Division One League, aber auch in der drittklassigen Division Two League und der viertklassigen Division Three League hinzu.
Als Heimspielstätte des Vereins diente regelmäßig das Kumasi Sports Stadium. Bekannte ehemalige Spieler des Vereins sind Dickson Afoakwa, Joe Aikins, Armah Akuetteh, Owusu Ampomah, Nana Asare, Ben Koufie, Frimpong Manso, Abdul Razak, Baba Sule und Anthony Yeboah.